# Rex och hans vänner
Rex och hans vänner (engelska: We're Back! A Dinosaur's Story) är en amerikansk tecknad film från 1993 baserad på barnboken We're Back! A Dinosaur's Story av Hudson Talbott från 1987. Filmen är regisserad av Dick Zondag, Ralph Zondag, Phil Nibbelink och Simon Wells. Filmen producerades av Steven Spielbergs animationsstudio Amblimation.

## Handling
Kapten Neweyes åker till kritaperioden för 65 miljoner år sedan för att hämta fyra dinosaurier, Tyrannosaurus rexen Rex, Pterodaktylen Elsa, Parasaurolophusen Dweeb och Triceratopsen Woog, och ta dem till nutid eftersom några barn i New York gärna vill se riktiga levande dinosaurier. Dinosaurierna träffar på en pojke som heter Louie som har rymt hemifrån och som vill ha en riktig vän. En ensam flicka vid namn Cecilia Nuthatch följer också med på äventyret. Kapten Neweyes har sagt att dinosaurierna ska söka upp dr. Julia Bleeb på Nationalhistoriska museet. Neweyes sa också att de ska hålla sig undan från hans bror professor Screweyes.

## Om filmen
Från början så var John Malkovich menad att göra rösten till professor Screweyes, men Spielberg ansåg att hans rolltolkning var alldeles för skrämmande.

## I rollerna[8]
- John Goodman - Rex
- Felicity Kendal - Elsa
- Charles Fleischer - Dweeb
- Rene LeVant - Woog
- Joey Shea - Louie
- Yeardley Smith - Cecilia Nuthatch
- Kenneth Mars - Professor Screweyes
- Walter Cronkite - Kapten Neweyes
- Jay Leno - Vorb
- Julia Child - Dr. Julia Bleeb
- Martin Short - Clownen Stubbs
- Blaze Berdahl - Buster
- Rhea Perlman - Fågelmamma